# 天主教埃盧魯教區
天主教埃盧魯教區 （拉丁語：Dioecesis Eluruensis）是羅馬天主教的一個教區，位於印度安得拉邦東部，受維薩卡帕特南總教區管轄。
教區成立於1976年12月9日，2004年有教友46,708名，佔轄區總人口百分之1.9。由五十名司鐸名管理十個堂區。現任教區主教為查亞‧拉奧‧波利梅拉。